# Sărăturile Diniaș (sit SCI)
Sărăturile Diniaș este o arie protejată (sit de importanță comunitară — SCI) din România, desemnată în scopul protejării biodiversității și menținerii într-o stare de conservare favorabilă a florei spontane și faunei sălbatice, precum și a habitatelor naturale de interes comunitar aflate în arealul zonei de protecție. Aceasta este întinsă pe o suprafață de 1.052,5 ha, integral pe uscat.

## Localizare
Centrul sitului Sărăturile Diniaș este situat la coordonatele 45°40′58″N 21°04′12″E / 45.682780°N 21.070069°E. Situl se întinde pe teritoriile administrative ale comunelor Peciu Nou și Sânmihaiu Român din județul Timiș.

## Înființare
Situl Sărăturile Diniaș a fost declarat sit de importanță comunitară (ROSCI0390) în septembrie 2011 pentru a proteja o specie de mamifer.

## Biodiversitate
Situată în ecoregiunea panonică, aria protejată conține un habitat natural: Stepe și mlaștini sărate panonice.
La baza desemnării sitului se află popândăul european (Spermophilus citellus), o specie de rozătoare din familia Sciuridae.
Pe lângă mamiferul aflat la baza desemnări sitului, pe teritoriul acestuia au mai fost identificate 31 specii floristice și faunistice ocrotite la nivel european.